# Euphorbia capitulata
Euphorbia capitulata — вид рослин із родини молочайних (Euphorbiaceae), що зростає на Балканському півострові.

## Опис
Це гола рослина заввишки 5–10 см. Стебла лежачі, густолистяні. Листя дрібне, яйцеподібне, тупе, ціле. Суцвіття головчасте. Квітки жовті. Період цвітіння: раннє літо.

## Поширення
Зростає на Балканському півострові: Албанія, Греція, колишня Югославія; також культивується.